# 解放の神学
解放の神学（かいほうのしんがく、英語: Liberation theology）とは、第2バチカン公会議以降にグスタボ・グティエレスら主に中南米のカトリック司祭により実践として興った神学の運動とそれをまとめたもので、それに対する議論も多く、教皇庁でも批判者がいるが、世界的には広く受け入れられている。一部には1930年代のディートリヒ・ボンヘッファーをその先駆けとみる見方もある。
キリスト教社会主義の一形態とされ、民衆の中で実践することが福音そのものであるというような立場を取り、多くの実践がなされている。中南米のプエブラ司教会議でも支持されたが、階級的視点などにおいて「マルクス主義方法論をベースにした共産主義」と意図的にも無知からも混同されて中傷される事も多く、各国で政府側からも反政府側からも聖職者や修道士などが暗殺される事が多い。一方でフィリピンやインドネシア、東ティモール、ハイチなどでは実践が重ねられている。その神学論理の一部については同じ立場を取るプロテスタントの新正統主義神学、フェミニスト神学、プロセス神学などと同様にバチカンからは拒絶されている。
第265代教皇ベネディクト16世も教理省長官時代からの解放の神学の反対者として知られている。

## 概観
解放の神学は特に社会正義、貧困、人権などにおいてキリスト教神学（概ねカトリック）と政治的運動の関係性を探る傾向を持つ。解放の神学の主な革新は社会的抑圧や経済的な貧困の視点から神学するというその神学（例えば神の語りかけ）にある。ジョン・ソブリノによれば、貧困は神の恵みへの特権的な通路である。フィリップ・ベリマンによれば解放の神学は「貧苦と闘い希望を持つ者のキリスト教信仰の解釈であり、社会とカトリック信仰、キリスト教への貧者からの批判」である。
解放の神学では解放者としてのイエスに焦点をあてる。聖書の中でも解放者、正義をもたらす者としてのイエスの使命について書かれた記述を強調する。これは（時折文字通り）この正義の使命のための出動命令と解される場合がある。さらに多くの解放の神学者はマルクス主義から階級闘争などといった概念を借用する例がある。
解放の神学は今日では通常カトリックの大学や神学校では教えられることはなく、プロテスタント起源の学校でしばしば教えられるものとなっている。彼らは貧困層とより関係を持つ傾向があり、聖書の解釈も彼らの実践をどう位置づけるかという文脈で行われることがある。

## 歴史
1955年にリオデジャネイロでラテンアメリカ司教会議 (CELAM)が創設され、そのことが第2バチカン公会議 (1962年 - 1965年) がより進歩的立場を採る後押しとなった。その後の4年間で1968年のコロンビアでのメデジン司教会議が準備され、ブラジルで1957年頃から始められた「教会基礎共同体」運動への支持が公式に表明され、それを受けグスタボ・グティエレスの論考も広く紹介されるようになった。
グティエレスの1972年の著書 "Historia, Política y Salvación de Una Teología de Liberación"（ある解放の神学における歴史と政治と救い）はカトリック労働者運動やカトリック青年労働者連盟などのカトリックの社会的な運動の流れを初めて理論化したものであり、また第二バチカン公会議の準備の成果として1963年にポール・ゴーシェが書いた "Les Pauvres, Jésus et l'Église"（貧者とイエスと教会）や1969年のパウロ・フレイレの『被抑圧者の教育学』などの影響も受けたものだった。
CELAM の解放の神学の承認はリベラル派とされるパウロ6世からも眉を顰められ、教皇庁からの反対の動きが始まった。サモレ枢機卿はラテン・アメリカ委員会の指導者として教皇庁と CELAM の間を裂き、この動きを止めようとした。
アルフォンソ・ロペス・トルヒーヨ枢機卿が1972年に CELAM の事務局長に選ばれると、CELAM の実権は教皇庁に沿った保守派に押さえられるようになった。それでも1975年8月にメキシコで開かれた「解放と束縛」をテーマにした神学会議には700人以上が集った。翌年レオナルド・ボフは "Teologia do Cativeiro e da Libertação"（束縛と解放の神学）を著した。1979年の CELAM のプエブラ司教会議での「貧者を優先した選択」の概念の定義を巡る保守派の巻返しは進歩的な司祭たちの強い反対をうけた。
ニカラグアのサンディニスタ革命では大きな役割を果たし、神父から4人の閣僚を出したが、ヨハネ・パウロ2世教皇がニカラグアを訪れた時は教皇に拒絶された。
1977年インドの神学者セバスチャン・カッペンはフランソワ・フーターの前書きを付けた "Jesus and Freedom" を著した。1980年に教理省はカッペンの属するイエズス会総長にこの本の調査を命じた。カッペンはこれに対して "Censorship and the Future of Asian Theology"（検閲とアジアの神学の未来）と題した小冊子を纏めた。これに対しバチカンはそれ以上の対応はとっていない。

## 解放の神学者
- オスカル・ロメロ - 2015年列福、2018年列聖
- カミロ・トーレス・レストレポ
- エルデル・カマラ
- ジェラール・ジャン＝ジュスト
- カルロス・フィリペ・シメネス・ベロ
- ジャン＝ベルトラン・アリスティド
- ルベン・アビト